# 初大告
初大告（1898年8月14日—1987年），原名铭音，又名诰，字大告、达杲，山东莱阳人 ，中国翻译家和语音学家、政治人物，九三学社社员。